# اکمی (واشینگتن)
اکمی، واشینگتن (به انگلیسی: Acme, Washington) در ایالات متحده آمریکا است که در ایالت واشینگتن واقع شده‌است.

## خصوصیات
اکمی ۲۵٫۴ کیلومترمربع مساحت و ۲۴۶ نفر جمعیت دارد و ۹۳ متر بالاتر از سطح دریا واقع شده‌است.